# Algoritmo genetico
Un algoritmo genetico è un algoritmo euristico utilizzato per tentare di risolvere problemi di ottimizzazione per i quali non si conoscono altri algoritmi efficienti di complessità lineare o polinomiale. L'aggettivo "genetico", ispirato al principio della selezione naturale ed evoluzione biologica teorizzato nel 1859 da Charles Darwin, deriva dal fatto che, al pari del modello evolutivo darwiniano che trova spiegazioni nella branca della biologia detta genetica, gli algoritmi genetici attuano dei meccanismi concettualmente simili a quelli dei processi biochimici scoperti da questa scienza.

## Storia
La nascita degli algoritmi genetici trova origine dalle prime teorizzazioni di Ingo Rechenberg che, per la prima volta, nel 1960, cominciò a parlare di "strategie evoluzionistiche" all'interno dell'informatica.
La vera prima creazione di un algoritmo genetico è tuttavia storicamente attribuita a John Henry Holland che, nel 1975, nel libro Adaptation in Natural and Artificial Systems pubblicò una serie di teorie e di tecniche tuttora di fondamentale importanza per lo studio e lo sviluppo della materia. Agli studi di Holland si deve infatti sia il teorema che assicura la convergenza degli algoritmi genetici verso soluzioni ottimali sia il cosiddetto teorema degli schemi, conosciuto anche come "teorema fondamentale degli algoritmi genetici". Quest'ultimo teorema fu originariamente pensato e dimostrato su ipotesi di codifica binaria ma nel 1991, Wright, l'ha estesa a casi di codifica con numeri reali dimostrando anche che una tale codifica è preferibile nel caso di problemi continui d'ottimizzazione.
Enormi contributi si devono anche a John Koza che nel 1992 inventò la programmazione genetica ossia l'applicazione degli algoritmi genetici alla produzione di software in grado di evolvere diventando capace di svolgere compiti che in origine non era in grado di svolgere.
Nel 1995 Stewart Wilson re-inventò i sistemi a classificatori dell'intelligenza artificiale ri-denominandoli come XCS e rendendoli capaci di apprendere attraverso le tecniche degli algoritmi genetici mentre nel 1998 Herrera e Lozano presentarono un'ampia rassegna di operatori genetici. Gli operatori di Herrera e Lozano sono applicabili a soluzioni codificate mediante numeri reali ed hanno reso il campo dei numeri reali un'appropriata e consolidata forma di rappresentazione per gli algoritmi genetici in domini continui.

## Descrizione
In sintesi gli algoritmi genetici consistono in algoritmi che permettono di valutare diverse soluzioni di partenza (come se fossero diversi individui biologici) e che ricombinandole (analogamente alla riproduzione biologica sessuata) ed introducendo elementi di disordine (analogamente alle mutazioni genetiche casuali) producono nuove soluzioni (nuovi individui) che vengono valutate scegliendo le migliori (selezione ambientale) nel tentativo di convergere verso soluzioni "di ottimo". Ognuna di queste fasi di ricombinazione e selezione si può chiamare generazione come quelle degli esseri viventi. Nonostante questo utilizzo nell'ambito dell'ottimizzazione, data la natura intrinsecamente casuale dell'algoritmo genetico, non vi è modo di sapere a priori se sarà effettivamente in grado di trovare una soluzione accettabile al problema considerato. Se si otterrà un soddisfacente risultato, non è detto che si capisca perché abbia funzionato, in quanto non è stato progettato da nessuno ma da una procedura casuale.
Gli algoritmi genetici rientrano nello studio dell'intelligenza artificiale e più in particolare nella branca della computazione evolutiva, vengono studiati e sviluppati all'interno del campo dell'intelligenza artificiale e delle tecniche di soft computing, ma trovano applicazione in un'ampia varietà di problemi afferenti a diversi contesti quali l'elettronica, la biologia e l'economia.

## Funzionamento
Prima dell'effettiva spiegazione del funzionamento degli algoritmi genetici, è necessario premettere che questi ereditano e riadattano dalla biologia alcune terminologie che vengono qui preventivamente presentate per una successiva maggiore chiarezza espositiva:
- Cromosoma: una delle soluzioni ad un problema considerato. Generalmente è codificata con un vettore di bit o di caratteri.
- Popolazione: insieme di soluzioni relative al problema considerato.
- Gene: parte di un cromosoma. Generalmente consiste in una o più parti del vettore di bit o caratteri che codificano il cromosoma.
- Fitness: grado di valutazione associato ad una soluzione. La valutazione avviene in base ad una funzione appositamente progettata detta funzione di fitness.
- Crossover: generazione di una nuova soluzione mescolando delle soluzioni esistenti.
- Mutazione: alterazione casuale di una soluzione.

Un tipico algoritmo genetico, nel corso della sua esecuzione, provvede a fare evolvere delle soluzioni secondo il seguente schema di base:
1. Generazione casuale della prima popolazione di soluzioni (cromosomi).
2. Applicazione della funzione di fitness alle soluzioni (cromosomi) appartenenti all'attuale popolazione.
3. Selezione delle soluzioni considerate migliori in base al risultato della funzione di fitness e della logica di selezione scelta.
4. Procedimento di crossover per generare delle soluzioni ibride a partire dalle soluzioni scelte al punto 3.
5. Creazione di una nuova popolazione a partire dalle soluzioni identificate al punto 4.
6. Riesecuzione della procedura a partire dal punto 2 ed utilizzando la nuova popolazione creata al punto 5.

L'iterazione dei passi presentati permette l'evoluzione verso una soluzione ottimizzata del problema considerato.
Poiché questo algoritmo di base soffre del fatto che alcune soluzioni ottime potrebbero essere perse durante il corso dell'evoluzione e del fatto che l'evoluzione potrebbe ricadere e stagnare in "ottimi locali" spesso viene integrato con la tecnica dell'"elitarismo" e con quella delle mutazioni casuali. La prima consiste in un ulteriore passo precedente al punto 3 che copia nelle nuove popolazioni anche gli individui migliori della popolazione precedente, la seconda invece successiva al punto 4 introduce nelle soluzioni individuate delle occasionali mutazioni casuali in modo da permettere l'uscita da eventuali ricadute in ottimi locali.

### La codifica
Come accennato, le soluzioni al problema considerato, siano esse quelle casuali di partenza o quelle derivate da evoluzione, devono essere codificate con qualche tecnica.
Le codifiche più diffuse sono:
- Codifica vettoriale binaria: è la più diffusa, consiste in un vettore di n campi binari dove i valori 1 o 0 identificano delle caratteristiche elementari della soluzione. I vantaggi di questa tecnica risiedono nel fatto di essere semplice da implementare e da gestire durante l'intera evoluzione. Gli svantaggi consistono nelle difficoltà intrinseche della conversione delle soluzioni in questa codifica e dalle scarse possibilità rappresentative.
- Codifica vettoriale reale: come la codifica vettoriale binaria ma vengono utilizzati dei numeri reali. Il vantaggio è quello di introdurre una maggiore espressività e versatilità nella codifica, a scapito di un'aumentata complessità.
- Codifica vettoriale diretta: consiste in una codifica vettoriale dove ogni campo contiene direttamente i valori relativi al problema. Il vantaggio è quello di una facile codifica, lo svantaggio risiede nella difficile gestione dell'algoritmo e nella difficile progettazione della funzione di fitness e dei processi di crossover e mutazione.
- Codifica ad albero: Ogni cromosoma è un albero di alcuni oggetti come ad esempio funzioni e comandi di un linguaggio di programmazione. In questo caso, per la sua particolare semantica e sintassi, viene spesso utilizzato il linguaggio di programmazione Lisp che semplifica notevolmente le operazioni di codifica.

All'interno della codifica vettoriale è giusto introdurre anche i concetti di "schema" e di "blocchi costruttori" strettamente legati poi al teorema degli schemi di Holland.

### La funzione di fitness
La funzione di fitness è quella che permette di associare ad ogni soluzione uno o più parametri legati al modo in cui quest'ultima risolve il problema considerato. Generalmente è associata alle prestazioni computazionali e quindi alle prestazioni temporali della soluzione.

### La logica di selezione
A causa di complessi fenomeni di interazione non lineare (epistaticità), non è dato per scontato né che da due soluzioni promettenti nasca una terza più promettente né che da due soluzioni con valori di fitness basso venga generata una terza con valore di fitness più basso. Per ovviare a questi problemi, durante la scelta delle soluzioni candidate all'evoluzione, oltre che sul parametro ottenuto dalla funzione di fitness ci si basa anche su particolari tecniche di "selezione". Le più comuni sono:
- Selezione a roulette: la probabilità che una soluzione venga scelta per farla evolvere è direttamente proporzionale al valore restituito dalla funzione di fitness. Questa tecnica presenta dei problemi nel caso in cui ci siano delle grosse differenze di valori perché le soluzioni peggiori verrebbero selezionate troppo raramente.
- Selezione per categoria: simile alla selezione per roulette ma la valutazione è effettuata in maniera proporzionale alla somma del valore della funzione di fitness per ogni coppia possibile di soluzioni. Il problema presentato da questa tecnica di scelta è rappresentato dalla lentezza di convergenza nel caso in cui ci siano delle differenze troppo piccole tra coppie di soluzioni candidate.
- Selezione a torneo: le soluzioni vengono raggruppate e si procede a valutarle con un algoritmo come quello presentato nelle righe successive.
  - A. Scegliere in maniera casuale gli individui appartenenti alla popolazione.
  - B. Scegliere l'individuo migliore e impostare la sua probabilità di scelta a {\displaystyle p}.
  - C. Scegliere il secondo individuo migliore e impostare la probabilità di scelta a {\displaystyle p*(1-p)}.
  - D. Scegliere il terzo individuo migliore e impostare la sua probabilità di scelta a {\displaystyle p*(1-p)^{2}}.
  - ...proseguire fino ad esaurire le soluzioni scelte.
- Selezione di Boltzmann: le soluzioni vengono scelte con un grado di probabilità che, agli inizi dell'algoritmo, favorisce l'esplorazione e che poi tende a stabilizzarsi. I parametri utilizzati dalla selezione di Boltzmann sono:
  - {\displaystyle P=e^{-f_{max}-{f(X_{i}) \over T}}}
  - {\displaystyle T=T_{0}*(1-\alpha )^{k}} con {\displaystyle \alpha \in [0,1]} e {\displaystyle T_{0}\in [5,100]}
  - {\displaystyle k=1+100*{g \over C}}

### Il crossover
Per semplicità, durante la spiegazione del crossover, si farà riferimento alle codifiche vettoriali ma il procedimento per le codifiche ad albero è simile ed invece che essere applicato ai campi dei vettori viene applicato ai nodi dell'albero. In base ad un operatore stabilito inizialmente, alcune parti dei geni delle soluzioni candidate all'evoluzione vengono mescolate per ricavare nuove soluzioni.
Gli operatori più comunemente utilizzati sono:

Crossover ad un punto

- Crossover ad un punto: consiste nel considerare due soluzioni adatte all'evoluzione e nel tagliare i loro vettori di codifica in un punto casuale o predefinito per ottenere due teste e due code. La prima nuova soluzione ottenuta sarà data dalla combinazione della testa della prima soluzione con la coda della seconda, mentre la seconda nuova soluzione sarà data dalla coda della prima soluzione con la testa della seconda.

Crossover a due punti

- Crossover a due punti: consiste nel considerare due soluzioni adatte all'evoluzione e nel tagliare i loro vettori di codifica in due punti predefiniti o casuali al fine di ottenere una testa, una parte centrale ed una coda dalla prima e dalla seconda soluzione. La prima nuova soluzione sarà data dalla testa e della coda della prima soluzione e dalla parte centrale della seconda soluzione. La seconda nuova soluzione sarà data dalla parte centrale della prima soluzione e dalla testa e dalla coda della seconda soluzione.

Crossover uniforme

- Crossover uniforme: consiste nello scambiare casualmente dei bit tra le soluzioni candidate all'evoluzione. Si segnala l'esistenza anche di crossover uniformi parziali ossia dei crossover uniformi dove lo scambio di bit è limitato ad una percentuale fissa o dinamica dei cromosomi candidati all'evoluzione.
- Crossover aritmetico: consiste nell'utilizzare un'operazione aritmetica per creare la nuova soluzione. (es. XOR o un AND).

Non è detto che il crossover debba avvenire ad ogni iterazione dell'algoritmo genetico. Generalmente la frequenza di crossover è regolata da un apposito parametro comunemente denominato {\displaystyle p_{c}}.

### La mutazione
La mutazione consiste nella modifica pseudocasuale di alcune parti dei geni in base a coefficienti definiti inizialmente.
Queste modifiche alle volte sono utilizzate per migliorare il valore della funzione di fitness per la soluzione in questione e altre volte sono utilizzate per ampliare lo spazio di ricerca ed attuare la tecnica dell'elitarismo per non far ricadere l'evoluzione in ottimi locali.
La frequenza con cui deve avvenire una mutazione è generalmente regolata da un apposito parametro comunemente denominato {\displaystyle p_{m}}.

## Varianti

### Algoritmo genetico multiobiettivo
Nel caso in cui si abbia più di un obiettivo da ottimizzare, è possibile utilizzare un algoritmo genetico multiobiettivo.
Sostanzialmente l'algoritmo funziona come quando va a perseguire un singolo obiettivo, quindi parte sempre da un certo numero di possibili soluzioni (la popolazione) e cerca di individuare, mediante diverse iterazioni, un certo numero di soluzioni ottimali, che si andranno a trovare su un fronte di Pareto. La diversità sta nel fatto che ora esistono due o più funzioni fitness da valutare.

## Esempi didattici
In questa sezione verranno analizzati ed affrontati dei problemi didattici per mostrare come si applica un algoritmo genetico.

### Il problema dello zaino
Il problema dello zaino consiste nel riuscire ad inserire in uno zaino con una certa capienza più oggetti possibili prelevati da un elenco dato rispettando anche particolari vincoli di peso.
La soluzione ottima consiste nel riuscire ad inserire nello zaino quanti più oggetti possibili senza superare i limiti di peso imposti.
- Codifica: il metodo più semplice per codificare questo problema è quello di utilizzare dei vettori binari. Il vettore di una soluzione dovrebbe avere la lunghezza del numero totale degli oggetti disponibili e, per ogni campo, dovrebbe presentare un '1' o uno '0'. Uno dei due valori andrebbe ad identificare l'oggetto come presente nello zaino, l'altro come assente. Ovviamente le soluzioni dovrebbero essere formulate in maniera coerente col problema, non potrebbero essere inseriti oggetti per un peso superiore a quello ammesso o per uno spazio superiore a quello disponibile.
- Fitness: la funzione di fitness dovrebbe essere progettata in maniera tale da tenere conto sia del numero di oggetti inseriti all'interno dello zaino sia del suo peso.
- Selezione, crossover e mutazione: per la metodica di selezione, crossover e mutazione sarebbe opportuno valutare differenti possibilità e probabilità a seconda della dimensione del problema. Per un problema con uno zaino piccolo, una particolare metodica potrebbe rivelarsi efficace ma non è detto che lo sia anche per un problema con uno zaino molto grande e viceversa. Il crossover e la mutazione devono essere ovviamente predisposti per mantenere la coerenza del problema considerato. In questo caso ad esempio, non sarebbe accettabile un crossover o una mutazione che vanno ad inserire lo stesso oggetto due volte nella stessa soluzione.

### Il problema del commesso viaggiatore
Il problema del commesso viaggiatore consiste nel riuscire a visitare almeno una volta tutte le città presenti in un elenco, sfruttando al meglio i collegamenti tra queste e percorrendo meno strada possibile.
- Codifica: probabilmente, il metodo più semplice per codificare questo problema è quello mediante l'utilizzo di vettori di interi. Il campo di un vettore associato ad un cromosoma andrebbe ad identificare in maniera univoca una delle città da visitare mentre il suo posizionamento andrebbe ad identificare l'ordine di visita. Ovviamente questa codifica deve rispettare dei vincoli legati alla natura del problema quali la presenza di una città almeno una volta in ogni cromosoma.
- Fitness: la funzione di fitness dovrebbe valutare i cromosomi in base alla distanza da percorrere per attuare il percorso codificato.
- Selezione, crossover e mutazione: per la metodica di selezione, crossover e mutazione sarebbe opportuno valutare differenti possibilità e probabilità a seconda della dimensione del problema. Per un problema di poche città, una particolare metodica potrebbe rivelarsi efficace ma non è detto che lo sia anche per un problema con molte città e viceversa. Il crossover e la mutazione devono essere ovviamente predisposti per mantenere la coerenza del problema considerato. In questo caso ad esempio, non sarebbe accettabile un crossover o una mutazione che vanno a rimuovere la visita di una città da una soluzione.

## Progetti reali con algoritmi genetici
- Acovea: software open source studiato per trovare il profilo migliore delle opzioni di ottimizzazione del compilatore gcc che rappresenta un problema di elevata complessità[4].